# Tatra T7B5
Der Tatra T7B5 ist ein Straßenbahntriebwagen des tschechoslowakischen Herstellers ČKD Tatra.

## Geschichte
In den Jahren 1988 und 1989 wurden vier Prototypen des Typs T7B5 hergestellt. Anders als bei den Vorgängern erfolgte die Steuerung nicht mehr mit Pedalen, sondern mit einem handbedienten Sollwertgeber. Gegenüber dem Vorgänger T6B5 besitzen die T7B5 weiterentwickelte Drehgestelle mit einer besseren Federung.

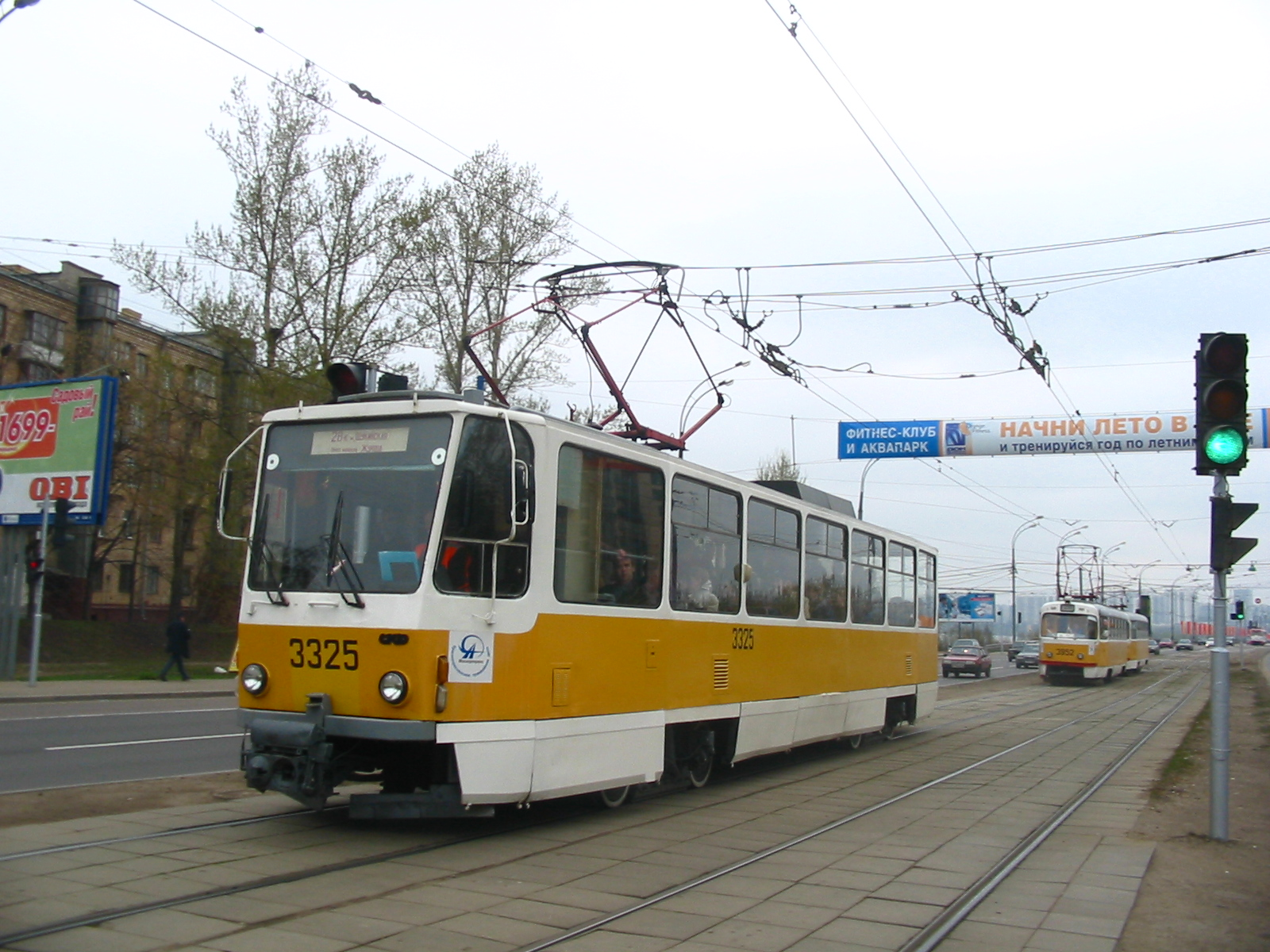
Wagen 3325 im Linieneinsatz in Moskau (2005)

Die ersten beiden Wagen 0024 und 0025 wurden in Prag getestet. Zwei weitere mit den Nummern 0026 und 0027 wurden in Most erprobt und 1989 nach Moskau geliefert. In Moskau gelangten sie mit den Nummern 7001 und 7002 in den Linienverkehr. 
Im April 1991 wurde der in Prag verbliebene Wagen 0025 in die norwegische Hauptstadt Oslo verliehen, wo er mit Polstersitzen ausgestattet wurde. Nach seiner Erprobung kam er bis 1998 unter der Nummer 321 als Partywagen zum Einsatz. Im November 1998 wurde er nach Göteborg abgegeben, wo er unter der Nummer 100 auch als Partywagen zum Einsatz kam. Die zwei Prototypen in Moskau erhielten 1994 die neuen Nummern 3321 und 3322. 
Später wurden lediglich vier Serienfahrzeuge mit den Nummern 7003–7006 für die Straßenbahn Moskau gebaut. 1994 erhielten die sechs Wagen die neuen Wagennummern 3321–3326. Bereits im Jahr 2003 dienten die beiden Prototypen als Ersatzteilspender für die Serienwagen. 
Der Wagen 3326 steht heute im Straßenbahnmuseum Moskau und trägt dort die Nummer 7001.

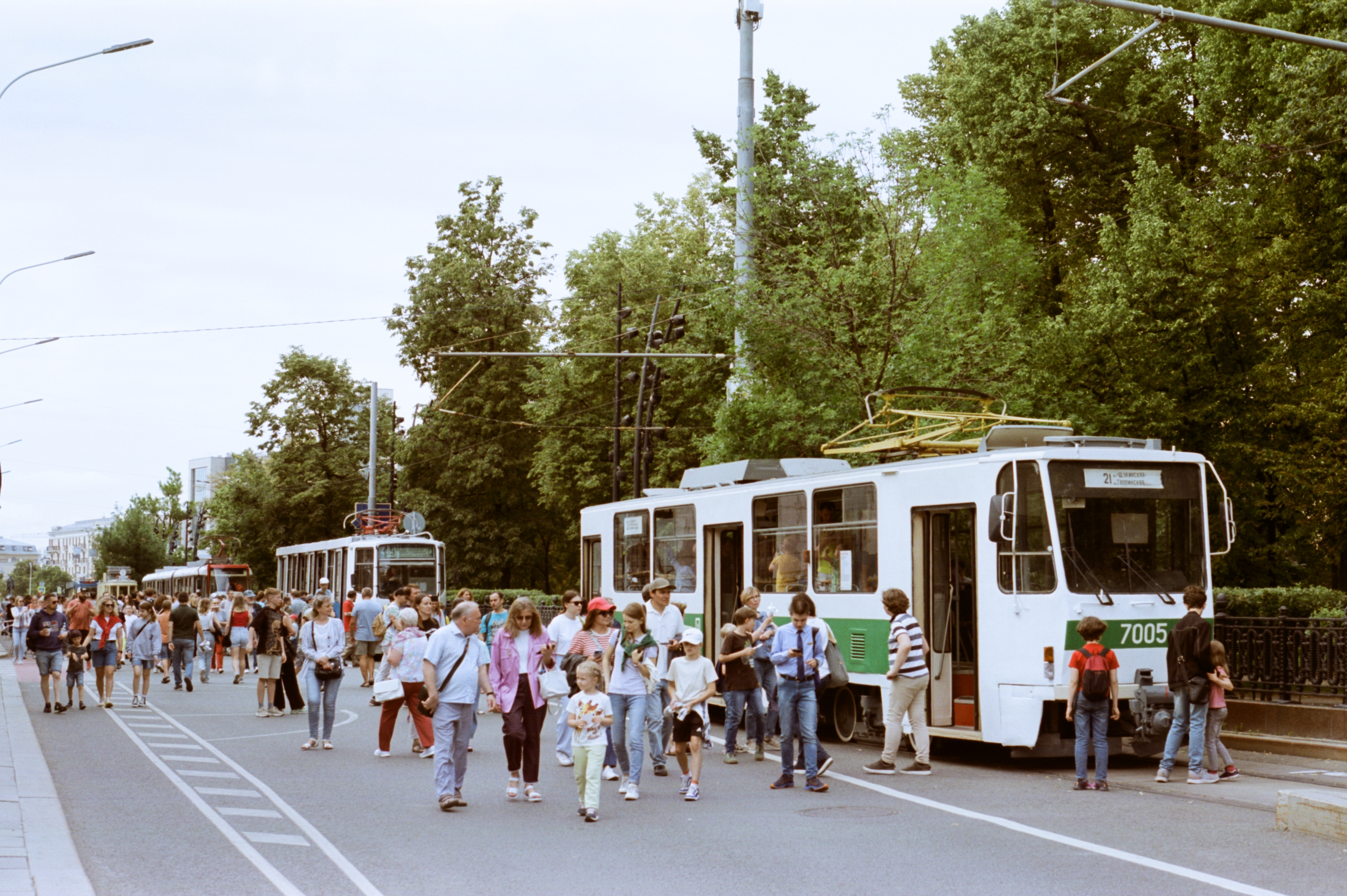
Wagen 7005 in Moskau (2023)